# Joseph Yegba Maya
Joseph Yegba Maya (Otele, Camerún francés, 8 de abril de 1944) es un exfutbolista de Camerún que jugó en la posición de delantero centro.

## Carrera

### Club
| Periodo   | Club                | Apariciones | Goles |
| --------- | ------------------- | ----------- | ----- |
| 1962-1970 | Olympique Marseille | 202         | 103   |
| 1970-1973 | Valenciennes FC     | 104         | 63    |
| 1973–1975 | RC Strasbourg       | 31          | 12    |
| 1975–1976 | AS Béziers          | 23          | 13    |

### Selección nacional
Jugó para Camerún en 25 ocasiones de 1964 a 1974 y anotó 15 goles; participó en la Copa Africana de Naciones 1972.

## Logros

### Club
- Copa de Francia (1): 1968/69
- Ligue 2 (1): 1971/72

### Individual
- Goleador de la Ligue 2 en 1971/72